# Bazylowe
Bazylowe – kolonia wsi Eliaszuki w Polsce, położona w województwie podlaskim, w powiecie hajnowskim, w gminie Narewka.
W latach 1975–1998 kolonia administracyjnie należała do województwa białostockiego.
Prawosławni mieszkańcy kolonii należą do parafii św. Mikołaja w Narewce.